# Eintracht Recklinghausen
Eintracht Recklinghausen war ein Sportverein aus Recklinghausen. Die erste Fußballmannschaft spielte drei Jahre in der damals drittklassigen Oberliga Westfalen.

## Geschichte
Der Verein entstand im Jahre 1972 durch die Fusion von Union Recklinghausen, Wacker Recklinghausen und Preußen Hochlarmark und repräsentierte den Süden der Stadt. Union spielte zwischen 1934 und 1936 in der erstklassigen Gauliga Westfalen, während Preußen Hochlarmark in den 1950er und 1960er Jahren sechs Jahre lang in der höchsten westfälischen Amateurklasse spielte. Die Eintracht startete in der drittklassigen Verbandsliga Westfalen, wo zuletzt Preußen Hochlarmark spielte. Gleich in der ersten Saison unter dem neuen Namen erreichte die Mannschaft Platz vier in der Gruppe 2. In der folgenden Spielzeit musste die unter den finanziellen Altlasten der Stammvereine leidende Eintracht die Gruppe wechseln und musste mit 29:31 Punkten als Drittletzter in die Landesliga absteigen.
Der direkte Wiederaufstieg wurde als Vizemeister hinter der Warendorfer SU verpasst. Schließlich gelang im Jahre 1976 der Wiederaufstieg als Meister mit zehn Punkten Vorsprung auf den ASC Schöppingen. Zurück in der Verbandsliga erreichte die Eintracht in der Saison 1976/77 erneut den vierten Platz in der Gruppe 2. Dabei war sogar die Vizemeisterschaft möglich, aber die Recklinghäuser scheiterten in den Entscheidungsspielen am DSC Wanne-Eickel und den Amateuren der SG Wattenscheid 09. Ein Jahr später schaffte die Eintracht die Qualifikation für die neu geschaffene Oberliga Westfalen.
Hier erreichte die Mannschaft in der Auftaktsaison den achten Platz. Nach einem elften Platz in der Folgesaison 1979/80 musste die Eintracht 1981 schließlich aufgrund der um einen Treffer schlechteren Tordifferenz gegenüber dem SV Holzwickede absteigen. Am letzten Spieltag verlor die Eintracht mit 1:2 bei Teutonia Lippstadt und dabei zahlreiche Torchancen vergab.
Im Sommer 1981 fusionierte die Eintracht mit dem SC Recklinghausen zum 1. FC Recklinghausen. Die Fusion war nicht unumstritten. Bei der Mitgliederversammlung hatten die Befürworter der Fusion nur eine Stimme Mehrheit. Die Handballabteilung der Eintracht spaltete sich als HSC Eintracht Recklinghausen ab. 1983 gründeten ehemalige Mitglieder der Eintracht den Fußballverein Eintracht Recklinghausen 83, der im Jahre 2008 aufgelöst wurde. Auch der Verein Preußen Hochlarmark wurde neu gegründet.

## Persönlichkeiten
- Friedhelm Schulte
- Lothar Woelk
- Detlef Zedler